# Kodormus
Kodormus is een geslacht van wantsen uit de familie van de Reduviidae (Roofwantsen). Het geslacht werd voor het eerst wetenschappelijk beschreven door Barber in 1930.

## Soorten
Het genus bevat de volgende soorten:

- Kodormus barberi (Costa Lima, 1941)
- Kodormus bruneosus Barber, 1930
- Kodormus davidmartinsi Gil-Santana, Bérenger & Oliveira, 2023
- Kodormus obscurus Bérenger & Maldonado-Capriles, 1996
- Kodormus oscurus Maldonado & Bérenger, 1996